# 明倫堂
明倫堂（めいりんどう）は、尾張藩、小諸藩、上田藩、高鍋藩、金沢藩、新庄藩、大洲藩、安志藩の藩校。また琉球の久米村にあった学校。

## 出羽新庄藩の明倫堂
明和年間に設立。1871年廃止。

## 信濃小諸藩の明倫堂
享和2年（1802年）創立。牧野康長が小諸城下・耳取町に設置。初代頭取は用人級であった村井氏、教頭は給人級であった天野氏であった。

## 信濃上田藩の明倫堂

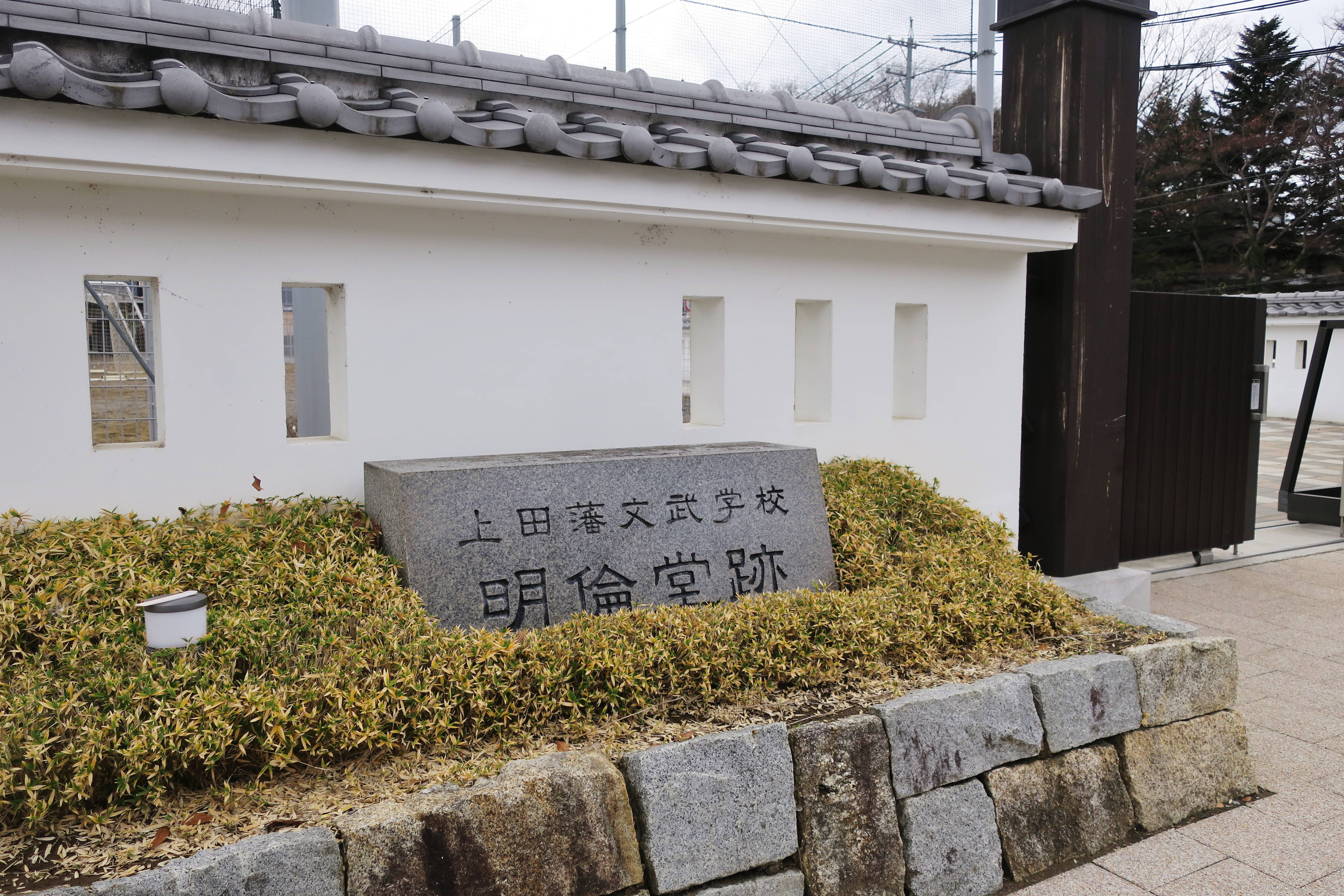
上田藩文武学校 明倫堂跡（長野県上田市、上田市立第二中学校）

文化10年（1813年）創立。松平忠学が上田城下・進参町に設置、のち演武所を設け「文武学校」と改称。文久2年（1862年）には蘭方医学の「医学所」を併設。現・上田市立清明小学校。跡地には、現在上田市立第二中学校が設置されている。

## 尾州尾張藩の明倫堂
寛延2年（1749年）創立。天明2年（1782年）に徳川宗睦が再興し、天明3年（1783年）に開校。細井平洲が初代督学（校長）となり、岡田新川、石川香山、冢田大峯、細野要斎ら儒学者が後を継いだ。藩士の子弟だけでなく、農民や町人にも儒学や国学を教えた。初期の生徒数は約50名だったが、後に約500名まで増加している。天明5年（1785年）に聖堂が設けられ、天明7年（1787年）から復刻を行った『群書治要』などの漢籍は明倫堂版と呼ばれ、木活字版が多い。幕末の改革期には鷲津毅堂（慶応3年（1867年））や小永井小舟らが督学に就いた。
明治時代初頭には各藩校でも教育改革の動きが始まり、明治2年11月（1869年）に明倫堂を「学校」と改称し、督学を廃するとともに学科や教授職種の改革が行われた。行政機構が整い、明治4年7月（1871年9月）に教育行政を担う文部省が設立されると、同月に廃校に至り、1875年（明治8年）に跡地に名古屋城内から名古屋東照宮が移された。のち、1899年明倫中学校として復活。愛知県立明和高等学校として現在に至る。なお愛知県立明和高等学校では、令和７年度から附属中学校が設置される。

## 加賀金沢藩の明倫堂
11代藩主・前田治脩によって寛政4年（1792年）設立。初代学頭は新井白蛾。当初は兼六園の南西部に建てられたが、居館の建立のため文政5年（1822年）に仙石町（現在の四高記念文化交流館と石川県中央公園の一部）に移転した。南西から北東方向へ廊下が続いていた経武館が武を重んじたのに対し、明倫堂は儒学等の学問を教える学校となっていた。教員は読師、助教、教授という身分に分かれ、生徒は下級武士や陪臣などが多く、生徒数は200名乃至300名でほぼ一定していた。なお設立の目的の一つに身分を区別しない四民教導があったが、それ以外への開講は限定的だった。授業内容が和学、天文学、本草学など多岐にわたる事が特徴であったが、儒学にそった漢字が多くを占めていた。
洋学の導入にともない1870年（明治3年）10月に閉校し、翌月に皇学と漢学を教える中学西校が明倫堂と経武館の校舎で開校した。翌年には洋学中心だった中学東校と合併して金沢中学校となったが、翌年四月にこれも閉校している。後に旧制第四高等学校の一部となった。なお、石川県立野々市明倫高等学校の校名は、この『明倫堂』にちなんでつけられた。

## 伊予大洲藩の明倫堂
川田雄琴により1740年代に設立が検討され江戸から三輪執斎の講堂を船で移送するが、財政窮迫などの理由で完成せず。1800年設立。

## 播磨安志藩の明倫堂
初代教頭は橋本香坡。1839年設立。 

## 日向高鍋藩の明倫堂
7代藩主・秋月種茂が儒官・千手興欽の進言に基づき安永7年2月24日（1778年）に設立した。藩士のみならず農民等の一般庶民にも入学させたのを最大の特徴とする。5代藩主・秋月種弘の時に学問・武芸の稽古所があった高鍋城三の丸（現在は宮崎県立高鍋農業高等学校の一部）に位置し、従来からの武芸稽古所と併設して藩士の子弟に文武を兼学させた。
小学と大学に分れ、それぞれを行習斎、著察斎と呼んでいた。行習斎には8～9歳で入学し、孝経、大学、論語などの素読や、孝経、小学内外篇の講義、礼式、書道、数学を学んだ。行習斎を修了して進む著察斎では各自で講読または会読を行い、教授への質疑や典籍の科目は自由であった。嘉永年間初頭に医学所が設けられたが、教授が多忙のため中止され、1870年（明治3年）に再開している。嘉永6年には切偲楼という寄宿寮が設置され、初めの寮生は著察斎から藩費生3名と志願者6名であったが後に増加して定員50名となった。
開講当時の経費は約36石だったが、幕末には1,500石まで増えた。職員は家老の稽古大都合以下23人（後に24人）であった。元治元年（1864年）には庶民教育のために椎木郷学校が開校し、次いで美々津（現・日向市）、都農（現・都農町）、平田（現・川南町）、三納代（現・新富町）、福島（現・串間市）に6つの郷学が、さらに小池（現・川南町)、日置（現・新富町）と諸県郡三名（現・国富町）に3校が設立され、明倫堂はこれらを管轄した。
1869年（明治2年）には国学科が設けられ、玉鉾百首や神代正語、万葉集などが教えられた。1873年（明治6年）に廃止され、その後は高鍋島田学校を経て1887年には現在の宮崎県児湯郡高鍋町立高鍋東小学校となった。明倫堂の書庫は土蔵造で、現在は高鍋町立高鍋図書館構内に蔵書とともに改築されている。明倫堂の教育方法は当時としては画期的で、優秀な人材も沢山輩出したので、「高鍋で学者ぶるな」という諺が日向国内にあった。

## 琉球の明倫堂
程順則・名護親方寵文の建議により康熙57年（1718年）に久米村内（現在の那覇市久米二丁目二番）の孔子廟境内に創建された。琉球における最初の正式な教育機関。明倫堂では官話のほか経書の講解、詩文や表奏文などの外交文書の作成教授など上級教育を行い、それまで教育の場であった上天妃宮では北京官話や小学の素読など初等教育を行うようになった。
明治期まで学校として機能するが、その後廃止され沖縄戦で焼失した。跡地には記念碑が建てられている。また戦後、久米村人の子孫が構成する久米崇聖会によって那覇市若狭に同名の施設が再建された。現在は会議室や図書室として利用されている。